# Monostola
Monostola là một chi bướm đêm thuộc họ Noctuidae.

## Loài
- Monostola asiatica Alphéraky, 1892
- Monostola infans (Hampson, 1905)
- Monostola pectinata (Alphéraky, 1892)